# Музичанська вулиця (Київ, Дарницький район)
Музича́нська вулиця — зникла вулиця, що існувала в Дарницькому районі міста Києва, місцевість село Шевченка. Пролягала від Тростянецької вулиці. 

## Історія
Виникла у середині 1950-х років під назвою Нова вулиця. Назву Музичанська (на честь с. Музичі) вулиця набула 1958 року.
Ліквідована у середині 1980-х років у зв'язку зі знесенням малоповерхової забудови села Шевченка. Прилучався Музичанський провулок.
2011 року вулиця з такою ж назвою з'явилася у Святошинському районі.